# Darkened Nocturn Slaughtercult
A Darkened Nocturn Slaughtercult német/lengyel black metal együttes. 1997-ben alakultak. Különlegesség, hogy egy nő az énekes, amely ritkaságnak számít a műfajban. Még az ARTE is meginterjúvolta őket 2006-ban. Először egy demót dobtak piacra 1999-ben, második kiadványuk egy split lemez volt, amely 2001-ben került megjelenésre. Első nagylemezüket 2001-ben adták ki.

## Tagjai
- Onielar (Yvonne Wilczynska) - ének, ritmusgitár (1997–)
- Velnias (Sven Galinsky) - gitár (1998–)
- Horrn (Michael Pelkowsky) - dob, ütős hangszerek (2001–)
- Adversarius (Tobias Lachmann) - basszusgitár (2009–)

## Korábbi tagok
- Ariovist - dob, ütős hangszerek (1997–1999)
- Thymos - basszusgitár (1997–1999)
- Grigorr - basszusgitár (1999–2002, 2008–2009)
- Emporonorr - basszusgitár (2002–2006)
- Necropest - basszusgitár (2006–2008)

## Diszkográfiájuk
- The Pest Called Humanity - demó, 1999
- The Pest Called Humanity / Luciferian Dark Age - split lemez, 2001
- Follow the Calls for Battle - album, 2001
- Underneath Stars of the East / Emptyness - split lemez, 2003
- Nocturnal March - album, 2004
- Hora Nocturna - album, 2006
- Evoking a Decade - válogatáslemez, 2008
- Saldorian Spell - album, 2009
- The Legion of Chaos - split lemez, 2011
- Necrovision - album, 2013
- Mardom - album, 2018